# Виттлих
Виттлих (нем. Wittlich) — город в Германии, районный центр, расположен в земле Рейнланд-Пфальц. 
Входит в состав района Бернкастель-Витлих.  Население составляет 17 823 человека (на 31 декабря 2010 года). Занимает площадь 49,64 км². Официальный код  —  07 2 31 134.
Город подразделяется на 5 городских районов.

### Галерея

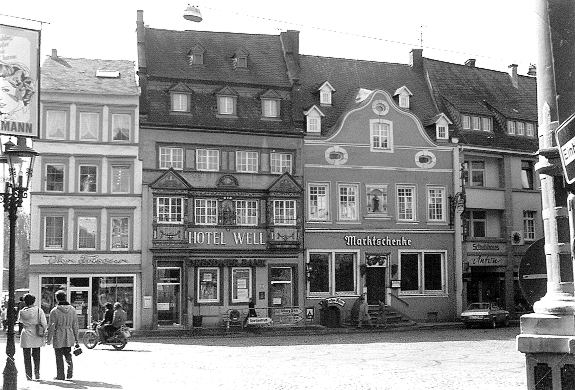
Дома на рыночной площади (1980)
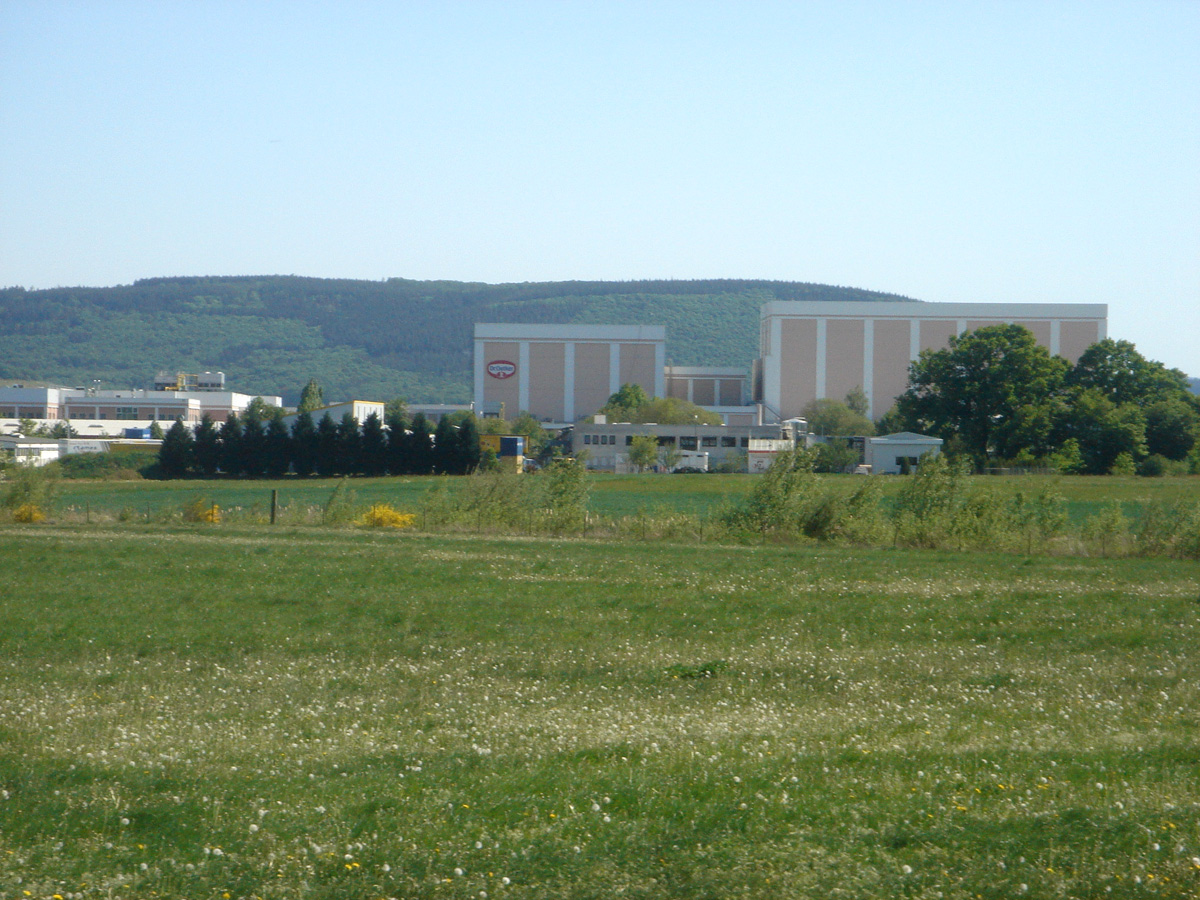
Завод по производству пиццы «Доктор Август Ёткер»
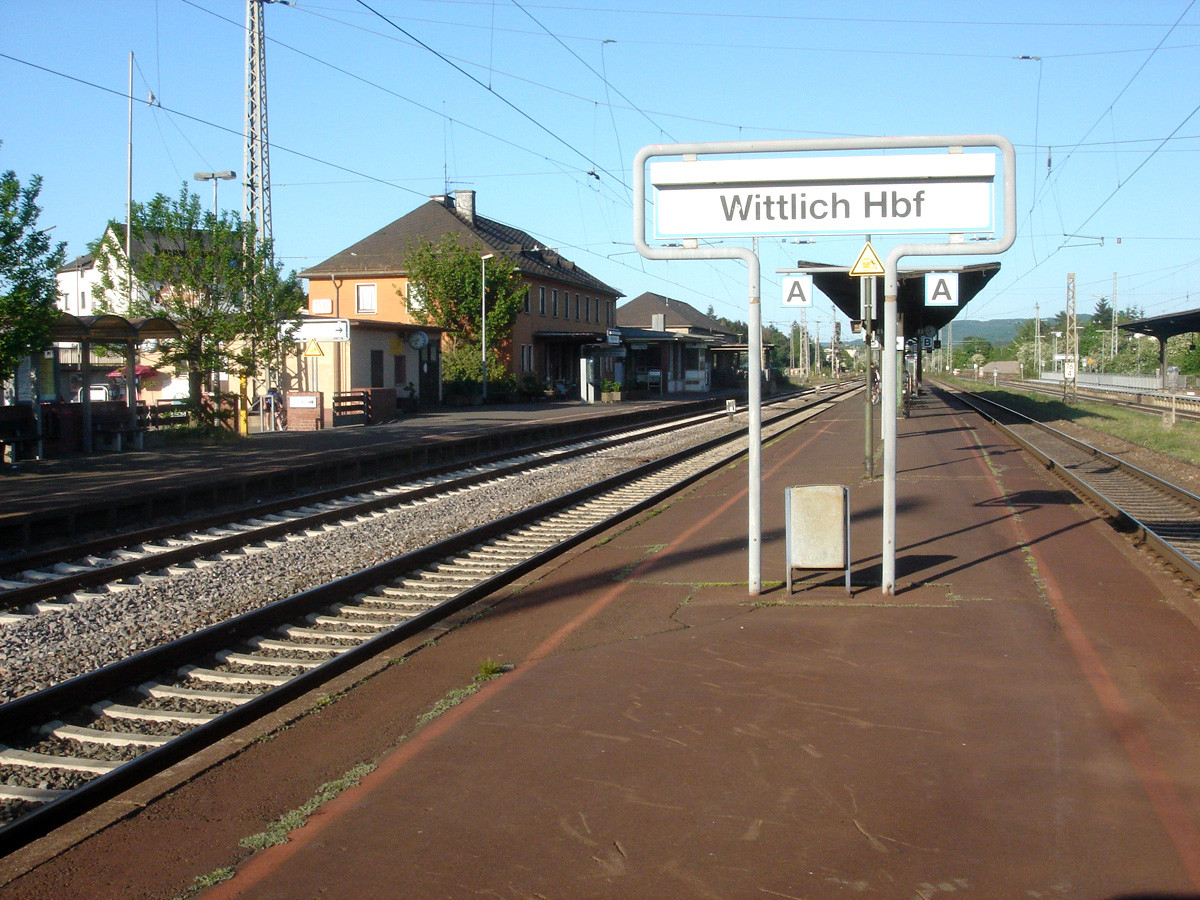
Железнодорожный вокзал
Железнодорожный вокзал Март 2006
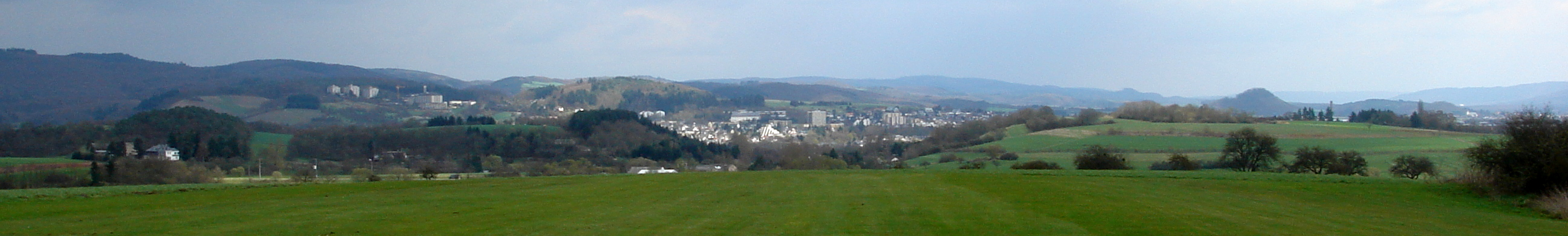
Панорама города
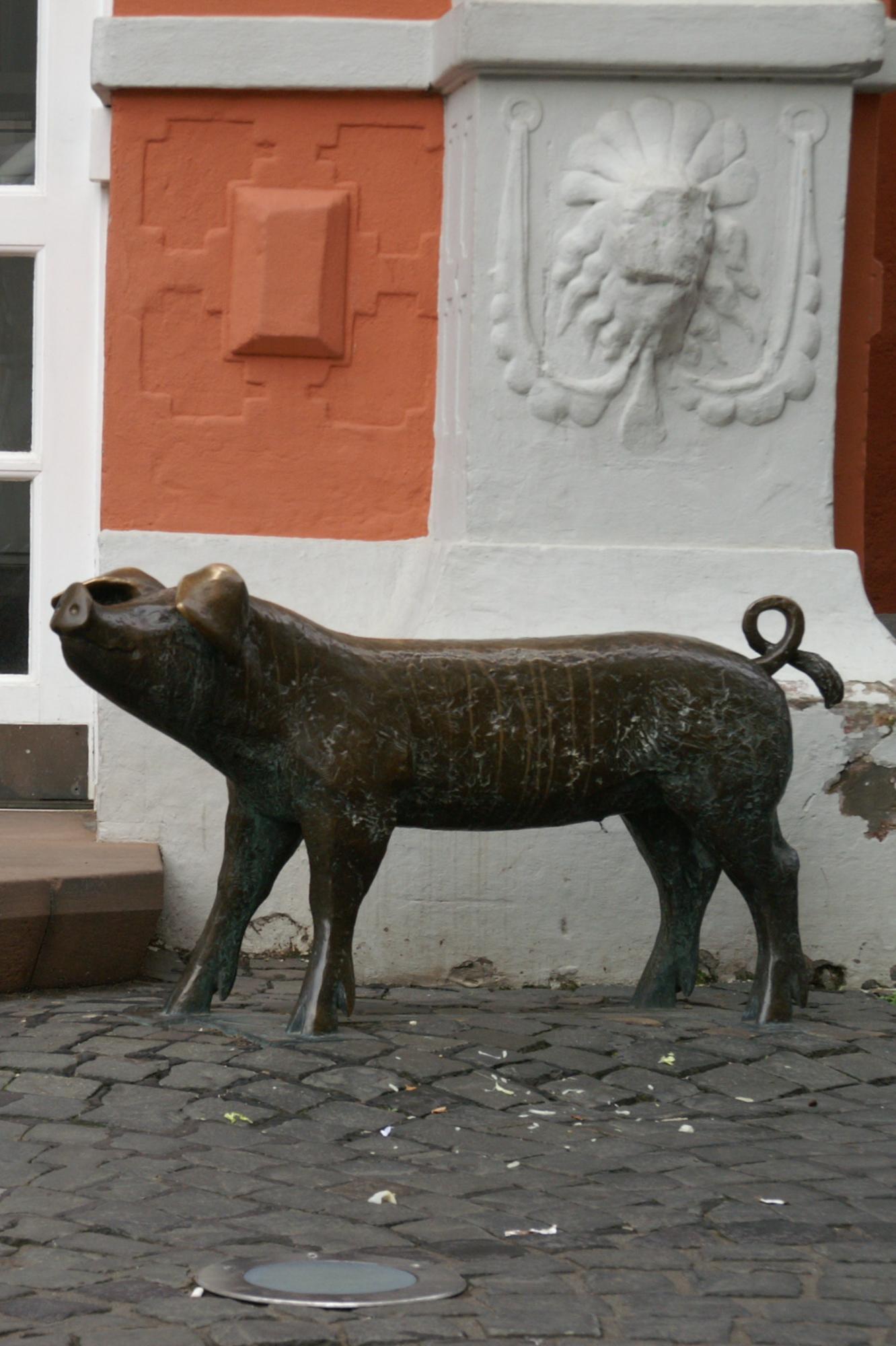
Бронзовая скульптура на рыночной площади
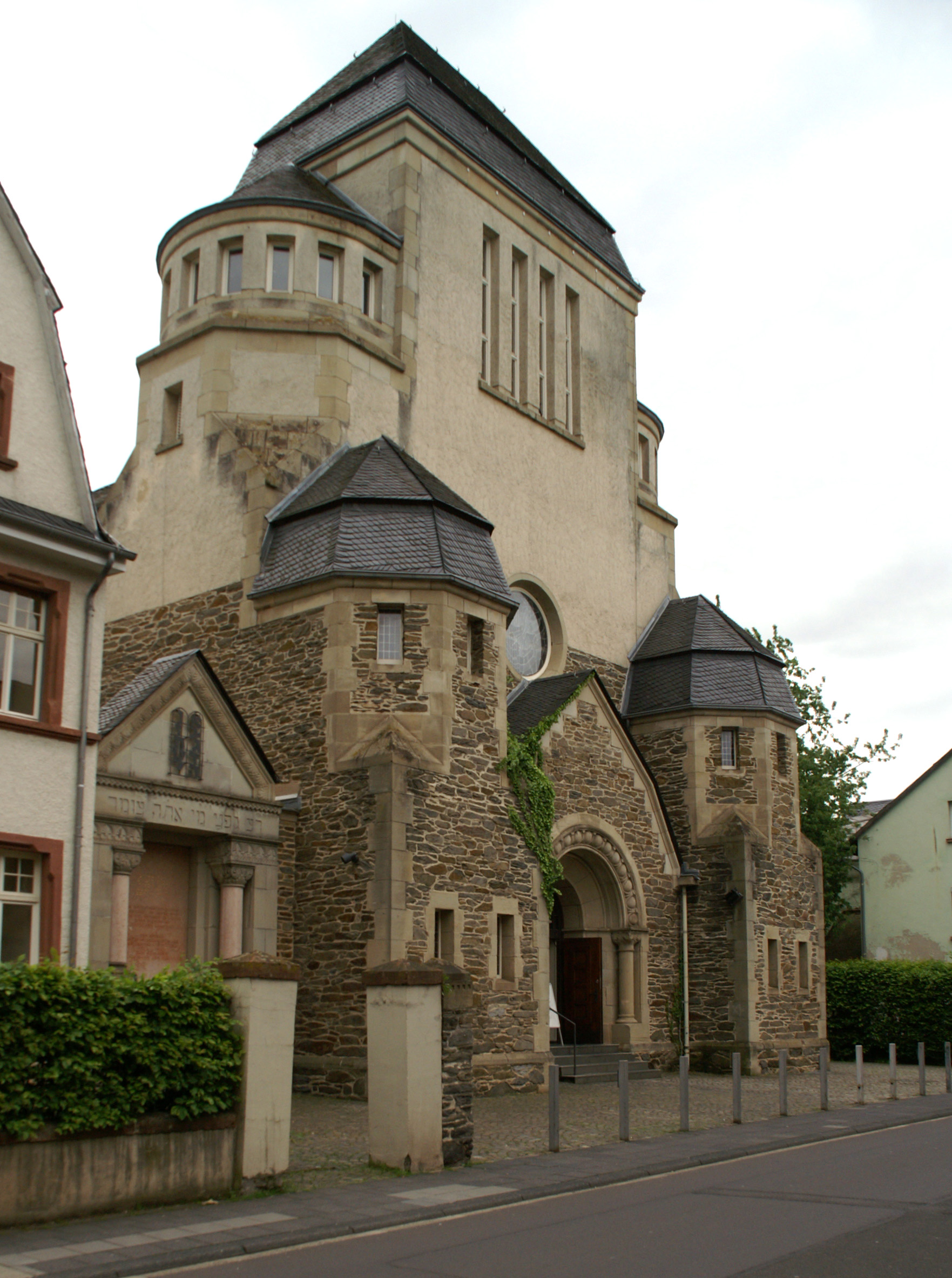
Бывшая синагога (Himmeroder Straße)